# Lasioglossum latum
Lasioglossum latum är en biart som först beskrevs av Sandhouse 1924.  Lasioglossum latum ingår i släktet smalbin, och familjen vägbin. Inga underarter finns listade i Catalogue of Life.